# Ryszard Matuszewski (literat)

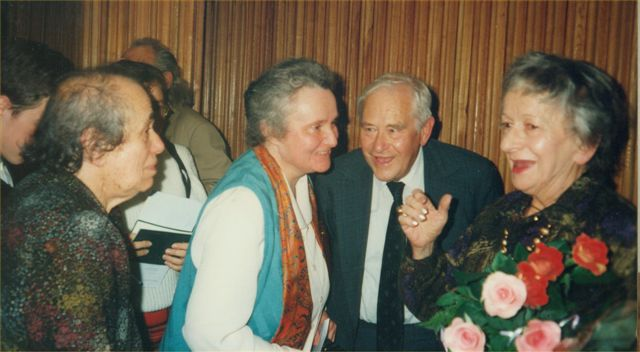
Irena Szymańska, Małgorzata Baranowska, Ryszard Matuszewski, Wisława Szymborska – Polski PEN Club, Warszawa, wrzesień 1996

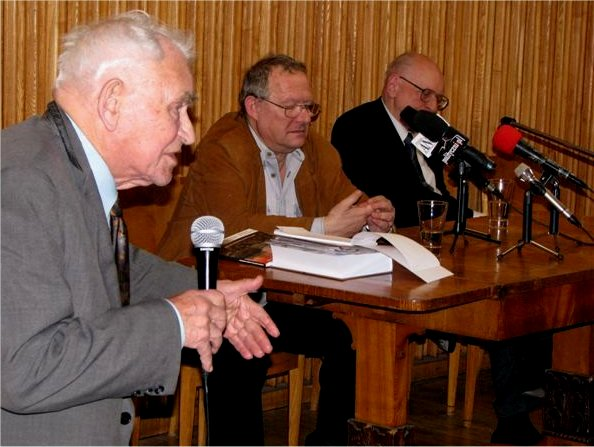
Ryszard Matuszewski, Adam Michnik, Władysław Bartoszewski – Polski PEN Club, Warszawa, 31 marca 2008

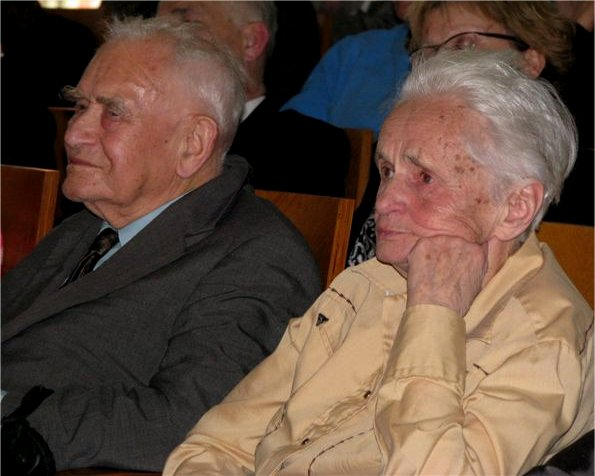
z prof. Barbarą Skargą (2008)

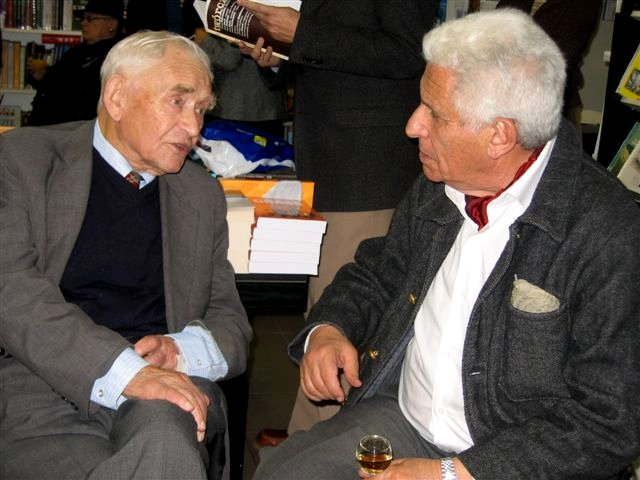
W rozmowie z historykiem sztuki Andrzejem Watem (1931-2021), synem Aleksandra Wata - Warszawa, 16 października 2007

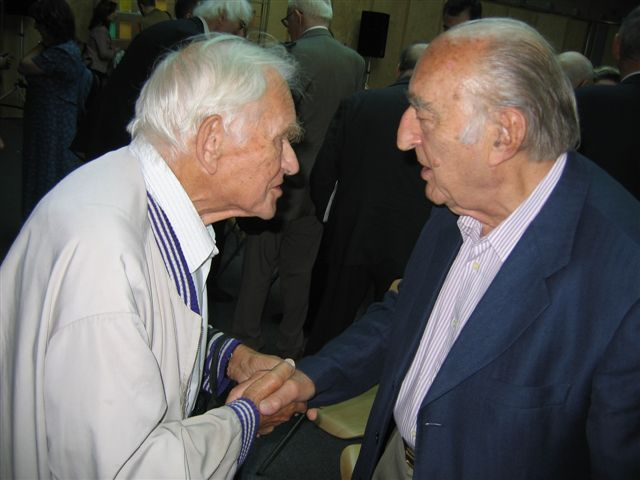
Z Leopoldem Ungerem - Warszawa, 27 września 2006

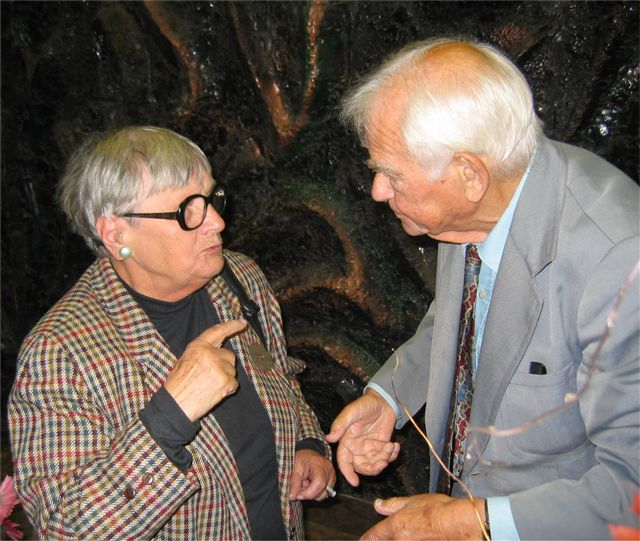
Z córką Jarosława Iwaszkiewicza Marią - jubileusz 90. rocznicy urodzin Ryszarda Matuszewskiego w Bibliotece Narodowej - Warszawa, 10 września 2004

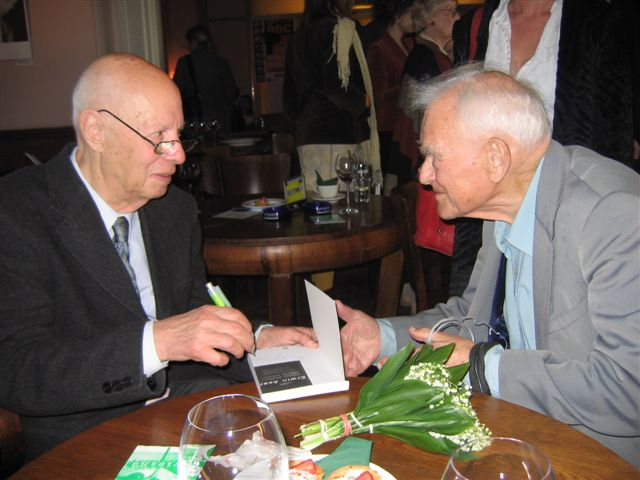
z Erwinem Axerem; Warszawa, 11 maja 2006

Ryszard Matuszewski (ur. 18 sierpnia 1914 w Warszawie, zm. 29 kwietnia 2010 tamże) – polski eseista, krytyk literacki, autor podręczników szkolnych, tłumacz.

## Życiorys

### Młodość
Uczęszczał w latach 1924–1927 do Państwowego Gimnazjum im. Stefana Batorego w Warszawie, następnie do Gimnazjum im. Adama Mickiewicza w Warszawie, gdzie w 1932 zdał maturę. Był kolegą klasowym krytyka literackiego i eseisty Jana Kotta oraz Jana Nowaka-Jeziorańskiego. Ukończył studia na Wydziale Prawa Uniwersytetu im. Józefa Piłsudskiego w Warszawie (1936).
Debiutował wierszami i artykułami na łamach międzyszkolnego pisma licealistów polskich „Kuźnia Młodych” (1931). Z tego czasu datuje się jego znajomość z redagującym dział poezji „Kuźni Młodych” ks. Janem Twardowskim. Współzałożyciel Klubu Artystycznego „S”, działającego w latach 1932–1936. W latach 1936–1937 ukończył Szkołę Podchorążych Łączności w Zegrzu, następnie pracował w Wagons-Lits/Cook oraz był aplikantem w Prokuratorii Generalnej Skarbu Państwa. W lipcu 1938 poślubił Beatę z domu Sobolewską (1915–2005).

### II wojna światowa
Był uczestnikiem kampanii wrześniowej 1939 (m.in. w oblężonym Modlinie), a w latach 1940–1944 działaczem podziemia kulturalnego, związany z podziemną PPS – WRN. Współpracował z podziemną prasą konspiracyjną i organizował w swoim mieszkaniu wieczorki literackie. Pracował w Zarządzie Miejskim w Warszawie. W 1942 urodziła się jego córka Małgorzata Matuszewska (1942–2023), następnie zamężna z Krzysztofem Pszenickim, dziennikarzem i b. szefem sekcji polskiej BBC w Londynie).
W 1945 Matuszewski został zmobilizowany do wojska, pracował do 1947 w dzienniku „Polska Zbrojna”.

#### Pomoc okazana Żydom
Podczas okupacji niemieckiej wspólnie z żoną Beatą Matuszewską ukrywał w swoim mieszkaniu przy ul. Krasińskiego 18 znajomych Żydów: Jana Kotta i doktora Antoniego Rosentala. Ukrywającym się u niego literatom przekazywał pomoc finansową z funduszy Rady Pomocy Żydom „Żegota”. Oprócz bliskich znajomych, Matuszewski udzielał schronienia także trzem obcym Żydówkom, które pracowały jako opiekunki dla jego dzieci. Pierwszą z nich była Elżbieta Pawłowska, która opiekowała się Małgorzatą, córką Matuszewskich, od zimy 1942 r. do wiosny 1943 r., po czym trafiła do KL Auschwitz. Od wiosny 1943 do powstania warszawskiego Matuszewski zapewniał schronienie Zofii Zawadzkiej, później zaś Tunii Szpilman, obie również były nianiami Małgorzaty.

### Okres powojenny
W 1946 urodził się jego syn, Piotr (architekt). Po wojnie był sekretarzem redakcji tygodnika „Kuźnica” (Łódź 1946–1950), gdzie rozpoczął systematyczną działalność jako krytyk i recenzent. Następnie w tygodniku „Nowa Kultura”, gdzie był kierownikiem działu krytyki (1950–1960), oraz zastępcą redaktora naczelnego (1952–1956). Kierownik pracowni literatury współczesnej IBL PAN (1954–1958), w latach 1956–1985 pisał stałe sprawozdania z ruchu poetyckiego w wydawnictwie „Rocznik Literacki”. Kierownik działu literatury współczesnej Spółdzielni Wydawniczej „Czytelnik” (1960–1977). W 1960 r. rozwiódł się z pierwszą żoną, a rok później wziął ślub z Ireną Szymańską, tłumaczką, edytorem i wydawcą. W latach 1973–1975 był kierownikiem działu krytyki w tygodniku „Literatura”. Współzałożyciel i w latach 1969–2003 jeden z wiceprezesów Międzynarodowego Stowarzyszenia Krytyków Literackich z siedzibą w Paryżu. W 1988 zorganizował kongres Stowarzyszenia w Polsce (w Toruniu), a w 2003 Stowarzyszenie to przyznało mu tytuł prezesa honorowego.
Członek Związku Literatów Polskich (1944–1983), Stowarzyszenia Pisarzy Polskich (1989–2010) oraz Polskiego PEN Clubu.
Zmarł w swoim domu w Warszawie przy ul. Nowowiejskiej 1/3 m. 21 z powodu niewydolności serca. Został pochowany 10 maja 2010 na cmentarzu Powązkowskim (kwatera 237-2-23). Mszę św. żałobną odprawił ks. Wiesław Niewęgłowski, duszpasterz środowisk twórczych.

## Twórczość (wybór)
- S (poezje; F. Hoesick 1933; wespół z Janem Kottem i Włodzimierzem Pietrzakiem)
- Gospoda pod wesołą kukułką (utwór sceniczny; wespół z Janem Rojewskim; Biblioteka Teatralna Domu Wojska Polskiego, Tom I; Wydawnictwo „Prasa Wojskowa”, Warszawa 1948)
- Literatura po wojnie (szkice literackie; Spółdzielnia Wydawnicza „Książka” 1948, Książka i Wiedza 1950)
- Literatura na przełomie (szkice literackie; Spółdzielnia Wydawnicza „Czytelnik” 1951)
- Literatura międzywojenna (podręcznik szkolny; Wiedza Powszechna 1953)
- Szkice krytyczne (szkice literackie; Spółdzielnia Wydawnicza „Czytelnik” 1954)
- Historia literatury polskiej. Materiały do nauczania klasy XI. Zeszyt I – Antologia (Państwowe Zakłady Wydawnictw Szkolnych 1955); jako
- Literatura współczesna: antologia i opracowanie (Wyd. 5: Państwowe Zakłady Wydawnictw Szkolnych 1963, 1968)
- O poezji Władysława Broniewskiego (szkice literackie; Państwowy Instytut Wydawniczy 1955)
- Doświadczenia i mity (szkice literackie; Państwowy Instytut Wydawniczy 1964)
- Iwaszkiewicz (szkic literacki; Agencja Autorska 1965, seria „Sylwetki Współczesnych Pisarzy”; tłum. ang.: Authors’ Agency, „Czytelnik”, 1976, w przekładzie Marshy Brochwicz)
- Człowiek i pisarz ludziom przyjazny (O Wilhelmie Machu) (szkic literacki; Rzeszów 1968)

Autograf pisarza

- Polska literatura współczesna: antologia do użytku szkolnego (podręcznik szkolny; wyd. 4: Wydawnictwa Szkolne i Pedagogiczne 1973, 1974, 1975)
- Literatura polska lat 1918–1939 (podręcznik szkolny; Państwowe Zakłady Wydawnictw Szkolnych 1970, wydanie 7: 1974, wydanie 7 dodruk: 1975, wydanie 8 i 9: 1976, 1977, wyd. 11 i 12: 1979, 1982, 1983, 1984, 1985, 1986, 1987, 1988, 1989 ISBN 83-02-00038-8; Wyd. 21 poprawione: 1990; Wyd. 22 i 23: 1992, ISBN 83-02-04414-8; Wyd. 24 zmienione: Wydawnictwa Szkolne i Pedagogiczne 1993; Wyd. 25: Wydawnictwa Szkolne i Pedagogiczne 1994, ISBN 83-02-05169-1)Autograf pisarza
- Polska literatura współczesna (podręcznik szkolny; Wyd. 4: Państwowe Zakłady Wydawnictw Szkolnych 1973)
- Polska literatura współczesna. Podręcznik pomocniczy dla klasy IV liceum ogólnokształcącego oraz dla klasy V techników i liceów zawodowych (Wydawnictwa Szkolne i Pedagogiczne 1976, 1977, wydanie III i IV: 1978, 1980, wyd. VI poprawione: 1981, 1982, 1983, 1984, 1985, wydanie XI i XII: 1986, ISBN 83-02-01084-7; wydanie XIII poprawione i wyd. XIV: 1988, ISBN 83-02-03903-9; wydanie XV poprawione: 1990, ISBN 83-02-04366-4)
- Z bliska (szkice literackie; Wydawnictwo Literackie 1981, ISBN 83-08-00508-X)
- Powroty i pożegnania (szkice literackie; Spółdzielnia Wydawnicza „Czytelnik” 1987; ISBN 83-07-01332-1)
- Żółte dzioby, zielone lata (wspomnienia; Alfa 1990, ISBN 83-7001-349-X)
- Literatura polska 1939–1991 (podręcznik szkolny; Wydawnictwa Szkolne i Pedagogiczne 1992, Wyd. 2 popr. i uzup.: 1995, Wyd. 3 popr. i uzup.: 1999)
- Poezja polska 1939–1991 (antologia; Wydawnictwa Szkolne i Pedagogiczne 1994, ISBN 83-02-05302-3; wydanie rozszerzone pt. Poezja polska 1939-1996 – Wydawnictwa Szkolne i Pedagogiczne 1998; ISBN 83-02-07074-2)
- Olśnienia i świadectwa. Od Leśmiana do Barańczaka (szkice literackie; Graf – Punkt 1995, ISBN 83-86091-33-9)
- Przyleciał anioł cały malinowy (szkic literacki o twórczości włoskiej Jarosława Iwaszkiewicza; Ten – Ten 1995, ISBN 83-86628-07-3)
- Chmury na pogodnym niebie (wspomnienia; Vipart 1998; ISBN 83-87124-14-1)
- Alfabet. Wybór z pamięci 90-latka (szkice wspomnieniowe; Iskry 2004, ISBN 83-207-1764-7)
- Moje spotkania z Czesławem Miłoszem (szkice literackie; Wydawnictwo Literackie 2004, ISBN 83-08-03628-7)
- Zapiski świadka epoki (szkice literackie; Biblioteka Narodowa 2004; ISBN 83-7009-547-X)
- Wisławy Szymborskiej dary przyjaźni i dowcipu (szkice literacko-wspomnieniowe; Wydawnictwo Auriga 2008, ISBN 978-83-922635-8-6)

## Publikacje w pracach zbiorowych
- Kłosy śmierci, kłosy życia, [w:] Jarosław Iwaszkiewicz (praca zbiorowa; oprac. Julian Rogoziński; Wydawnictwa Szkolne i Pedagogiczne 1968; seria: „Biblioteka Polonistyki”)
- Od Klubu „S” do „Listów do »Kuźnicy«”, [w:] Sceptyk pełen wiary. Wspomnienia o Stefanie Otwinowskim (Wydawnictwo Literackie, 1979)
- Moje włoskie spotkania z Jarosławem Iwaszkiewiczem, [w:] Miejsce Iwaszkiewicza – w setną rocznicę urodzin. Materiały z konferencji naukowej 20–22 lutego 1994 roku (praca zbiorowa; seria: „Stawisko. Almanach Iwaszkiewiczowski. Tom I”; Muzeum im. Anny i Jarosława Iwaszkiewiczów w Stawisku, Podkowa Leśna 1994, ISBN 83-85605-51-7, ISBN 83-902894-0-7, ISSN 1233-278X)
- Skamandryci w oczach mojej generacji, [w:] Stawisko. Almanach Iwaszkiewiczowski. Tom II (praca zbiorowa; pod red. Aliny Brodzkiej, Małgorzaty Bojanowskiej, Zbigniewa Jarosińskiego, Oskara Koszutskiego; Muzeum im. Anny i Jarosława Iwaszkiewiczów w Stawisku, Podkowa Leśna 1995, ISBN 83-902894-1-5; ISSN 1233-278X)
- O wierszach Wisławy Szymborskiej, [w:] Radość czytania Szymborskiej (praca zbiorowa; oprac. Stanisław Balbus i Dorota Wojda; Znak 1996, ISBN 83-7006-542-2)
- Wątek polski, [w:] Herling-Grudziński i krytycy (wybór i oprac. Zdzisław Kudelski; Presspublica-Wydawnictwo UMCS 1997, ISBN 83-86038-33-0, ISBN 83-227-1003-8)
- Czy znałem Lucjana Wolanowskiego?, [w:] Wokół reportażu podróżniczego. Tom 3. Lucjan Wolanowski (1920–2006). Studia – szkice – materiały (Wydawnictwo Uniwersytetu Śląskiego, Katowice 2009, seria: „Prace naukowe Uniwersytetu Śląskiego nr 2683”, ISBN 978-83-226-1802-8, ISSN 0208-6336)
- Przeciw wartościom pozornym, [w:] Wcielenia Jerzego Ficowskiego według recenzji, szkiców i rozmów z lat 1956–2007 (praca zbiorowa; wybrał, opracował i wstępem opatrzył Piotr Sommer; Fundacja Pogranicze 2010, ISBN 978-83-61388-76-0)
- Jak dobyć poetę z głębi przeoczenia?, [w:] Wcielenia Jerzego Ficowskiego według recenzji, szkiców i rozmów z lat 1956–2007 (praca zbiorowa; wybrał, opracował i wstępem opatrzył Piotr Sommer; Fundacja Pogranicze 2010, ISBN 978-83-61388-76-0)

## Przekłady
- Louis Aragon, Komuniści ‪(‬Luty – wrzesień 1939‪) (wespół z Arturem Sandauerem i in.‬; Wiedza 1950)
- André Chamson, Studnia cudów (Spółdzielnia Wydawnicza „Czytelnik” 1950)
- Roger Garaudy, Realizm bez granic: Picasso, Saint-John Perse, Kafka (przedmowa Louis Aragon; Spółdzielnia Wydawnicza „Czytelnik” 1967)

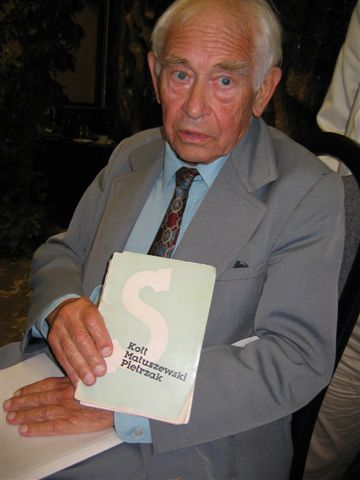
Ryszard Matuszewski prezentuje egzemplarz swojej debiutanckiej książki – Biblioteka Narodowa, Warszawa, 10 września 2004 r.

## Opracowania
- Lengyel költok antológiája (oprac.: Endre Kovács i Endre Vészi; posłowie Ryszard Matuszewski; Szépirodalmi Kvk., Budapest 1951)
- Szkice o literaturze współczesnej (praca zbiorowa pod redakcją Ryszarda Matuszewskiego; Czytelnik 1954)
- Poezja Polski Ludowej (Spółdzielnia Wydawnicza „Czytelnik” 1955; wspólnie z Sewerynem Pollakiem)
- Poezja polska 1914-1939 (Spółdzielnia Wydawnicza „Czytelnik” 1962, 1966, wydanie poszerzone, t. I-II 1984, ISBN 83-07-00395-4; wspólnie z Sewerynem Pollakiem)
- Poljska lirika dvajsetega stoletja: antologija (wybór: Ryszard Matuszewski, Zygmunt Stoberski i Lojze Krakar; przełożył Lojze Krakar; Državna Založba Slovenije, Lublana 1963)
- Julian Tuwim, Wybór poezji (Spółdzielnia Wydawnicza „Czytelnik” 1965, 1969)
- Warszawskie wieczory literackie (Państwowe Wydawnictwo Iskry 1968; wespół z: Olgierdem Budrewiczem, Witoldem Dąbrowskim, Juliuszem Wiktorem Gomulickim, Stanisławem Jankowskim, Karolem Małcużyńskim, Jerzym Pytlakowskim)
- O Polskę wolną i sprawiedliwą (Wydawnictwo Związkowe CRZZ 1969)
- Jarosław Iwaszkiewicz, Czerwone tarcze (Spółdzielnia Wydawnicza „Czytelnik” 1971, seria: „Biblioteka Klasyki Polskiej i Obcej”; posłowie)
- Leopold Staff, Wiersze wybrane (Państwowy Instytut Wydawniczy 1973, 1978)
- Zofia Nałkowska, Granica (Spółdzielnia Wydawnicza „Czytelnik” 1974, seria „Biblioteka Klasyki Polskiej i Obcej”; 1975, seria „Biblioteka Lektur Szkolnych”; 1988, 1993; posłowie)Ryszard Matuszewski – Biblioteka Śląska, Katowice, 27 kwietnia 2006 r.

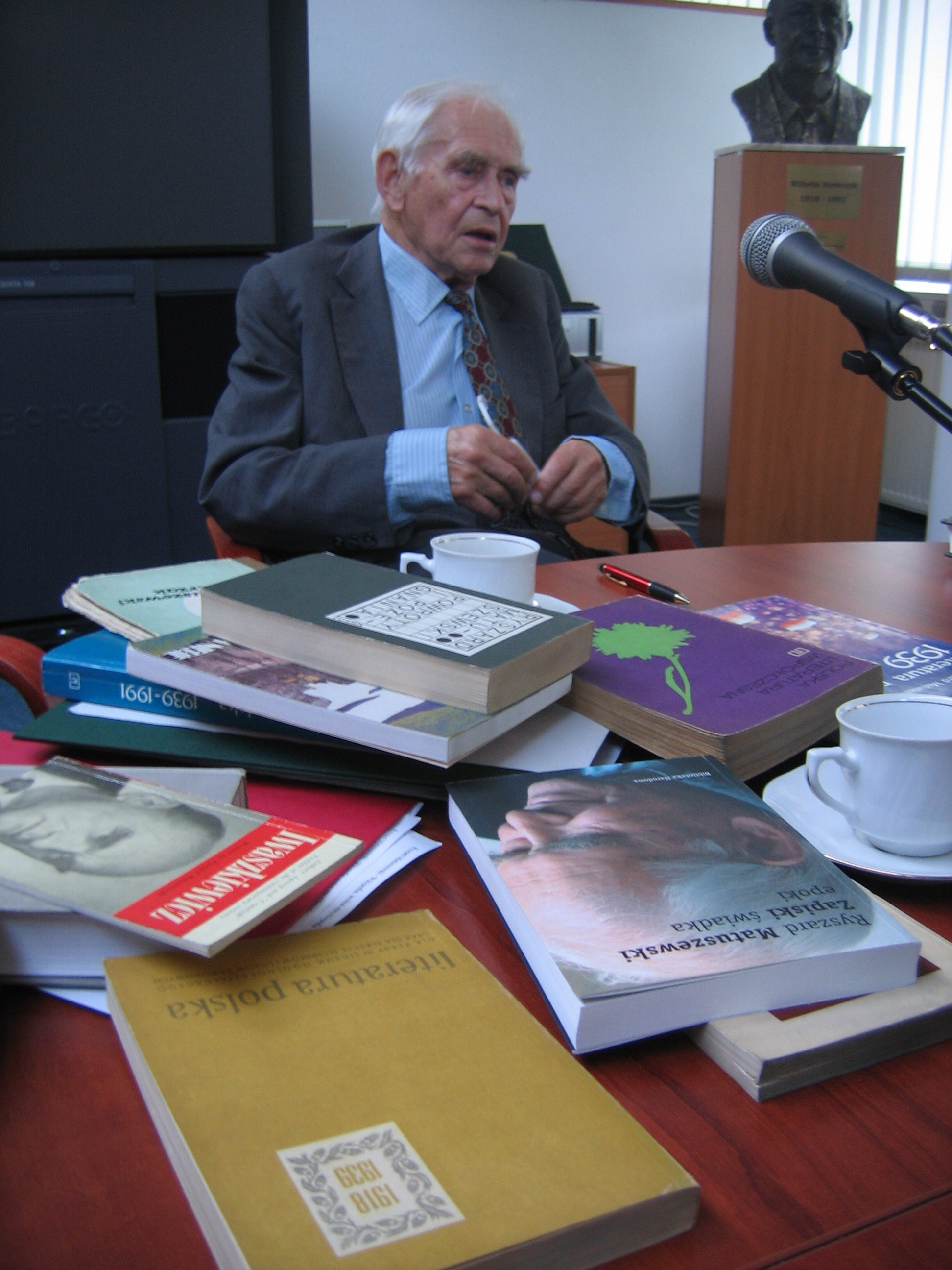
Ryszard Matuszewski – Biblioteka Śląska, Katowice, 27 kwietnia 2006 r.

- Jarosław Iwaszkiewicz, Wybór opowiadań (Spółdzielnia Wydawnicza „Czytelnik” 1975, seria: „Biblioteka Lektur Szkolnych”; posłowie)
- Leon Kruczkowski, Kordian i cham (Spółdzielnia Wydawnicza „Czytelnik” 1975, seria: „Biblioteka Lektur Szkolnych”; posłowie)
- Maria Dąbrowska, Na wsi wesele (Spółdzielnia Wydawnicza „Czytelnik” 1975, 1980; seria „Biblioteka Lektur Szkolnych”, posłowie)
- Maria Dąbrowska, Noce i dnie (Spółdzielnia Wydawnicza „Czytelnik” 1975, 1978–1979, seria: „Biblioteka Lektur Szkolnych”; 1982, seria: „Biblioteka Klasyki Polskiej i Obcej”; posłowie)
- Maria Dąbrowska, Ludzie stamtąd (Spółdzielnia Wydawnicza „Czytelnik” 1976; posłowie)
- Wiersze polskich poetów współczesnych (Wydawnictwa Szkolne i Pedagogiczne, 1976, 1977, wydanie 3: 1980, wyd. 4 rozszerzone: 1981, 1982, 1984, ISBN 83-02-00498-7)
- Julian Tuwim, Poezje wybrane (Spółdzielnia Wydawnicza „Czytelnik” 1977, seria: „Biblioteka Klasyki Polskiej i Obcej”; posłowie)
- Maria Pawlikowska-Jasnorzewska, Wybór wierszy (Spółdzielnia Wydawnicza „Czytelnik” 1978, seria: „Biblioteka Klasyki Polskiej i Obcej”; posłowie)
- Leopold Staff, Poezje wybrane (Państwowy Instytut Wydawniczy 1978; wybór i posłowie)
- Jan Lechoń, Poezje (Spółdzielnia Wydawnicza „Czytelnik” 1979, wyd. 2 poszerzone: 1987, ISBN 83-07-01390-9; posłowie)
- Jan Bolesław Ożóg, Poezje (Państwowy Instytut Wydawniczy 1979; przedmowa)

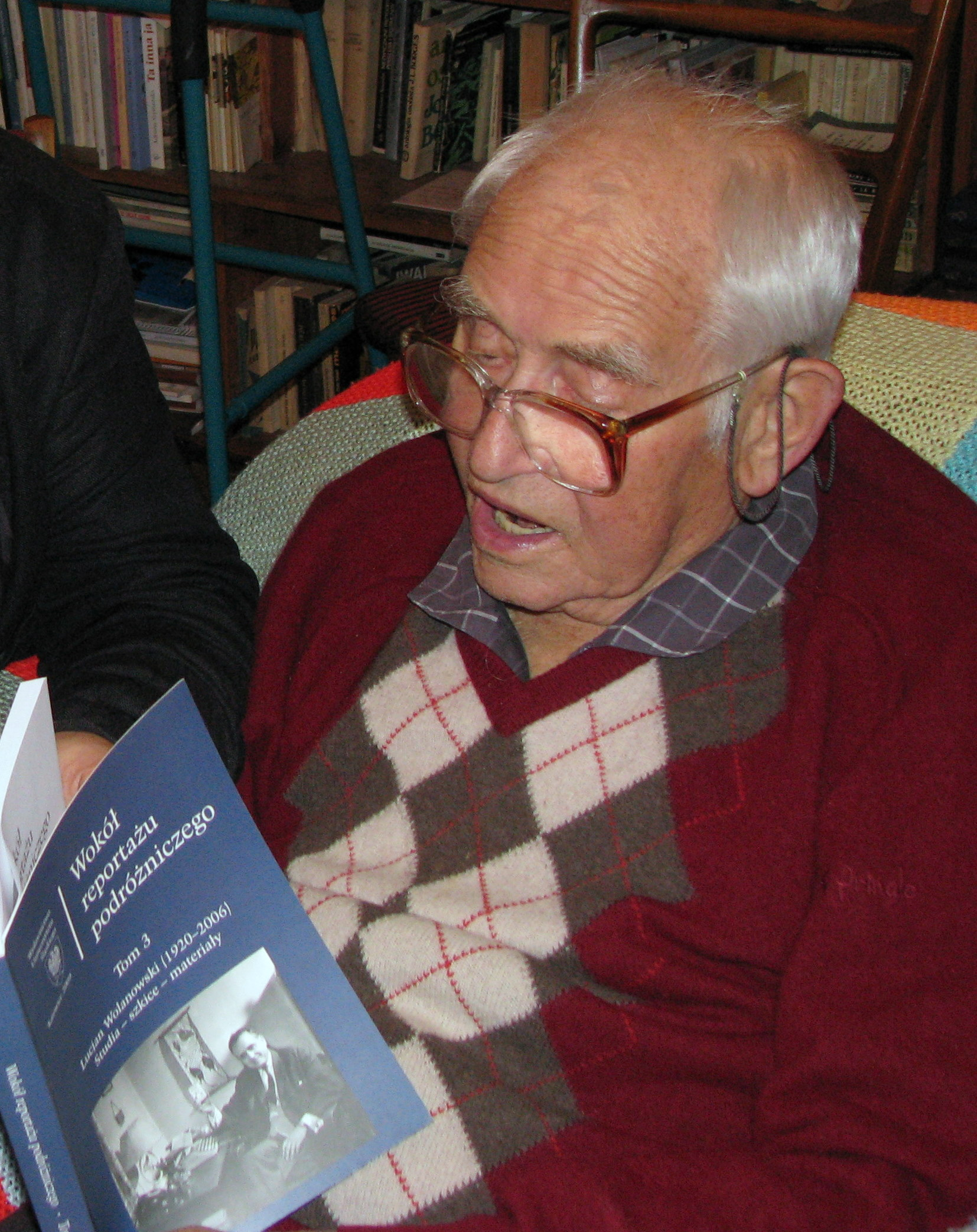
Ryszard Matuszewski – Warszawa, 6 listopada 2009 r.

- Ryszard Matuszewski – Warszawa, 6 listopada 2009 r.Strofy o pracy (Państwowe Wydawnictwo Iskry 1980; wspólnie z Grażyną Konecką; ISBN 83-207-0141-4)
- Arnold Słucki, Biografia anioła (Państwowy Instytut Wydawniczy 1982, ISBN 83-06-00754-9; wstęp)
- Jerzy Niemojowski, Wiersze wczesne wybrane (Spółdzielnia Wydawnicza „Czytelnik” 1983, ISBN 83-07-00810-7; wybór i wstęp)
- Strofy o porach roku (Państwowe Wydawnictwo Iskry 1985, ISBN 83-207-0417-0; wybór i wstęp)
- Julian Rogoziński, Preteksty. Szkice o współczesnej poezji polskiej (Państwowy Instytut Wydawniczy 1985, ISBN 83-06-01289-5; wybór i wstęp)
- Ewa Lipska, Utwory wybrane: (1967–1984) (Wydawnictwo Literackie 1986, ISBN 83-08-01575-1; przedmowa)
- Julian Tuwim, Wiersze. T. 1–2 (Spółdzielnia Wydawnicza „Czytelnik” 1986, w edycji „Pism zebranych”, ISBN 83-07-01019-5; wstęp)

- Jerzy Kamil Weintraub, Utwory wybrane (Państwowy Instytut Wydawniczy 1986, ISBN 83-06-01160-0; wybór, układ i wstęp)
- Bolesław Leśmian, Wybór poezji (Państwowy Instytut Wydawniczy 1987, ISBN 83-06-01572-X; wybór i wstęp)
- Lionello Griffo, Półgłosem: 17 wierszy (Warszawa 1990, przedmowa)
- Marek Mariusz Tytko, Koncerty metafizyczne (Fundacja „Eschaton”, Kraków 2000; słowo o autorze: Eligiusz Dymowski, Ryszard Matuszewski)
- Irena Szymańska, Miałam dar zachwytu: wspomnienia wydawcy (Spółdzielnia Wydawnicza „Czytelnik” 2001, ISBN 83-07-02810-8; opracowanie i koncepcja całości)

## Ordery, odznaczenia i wyróżnienia

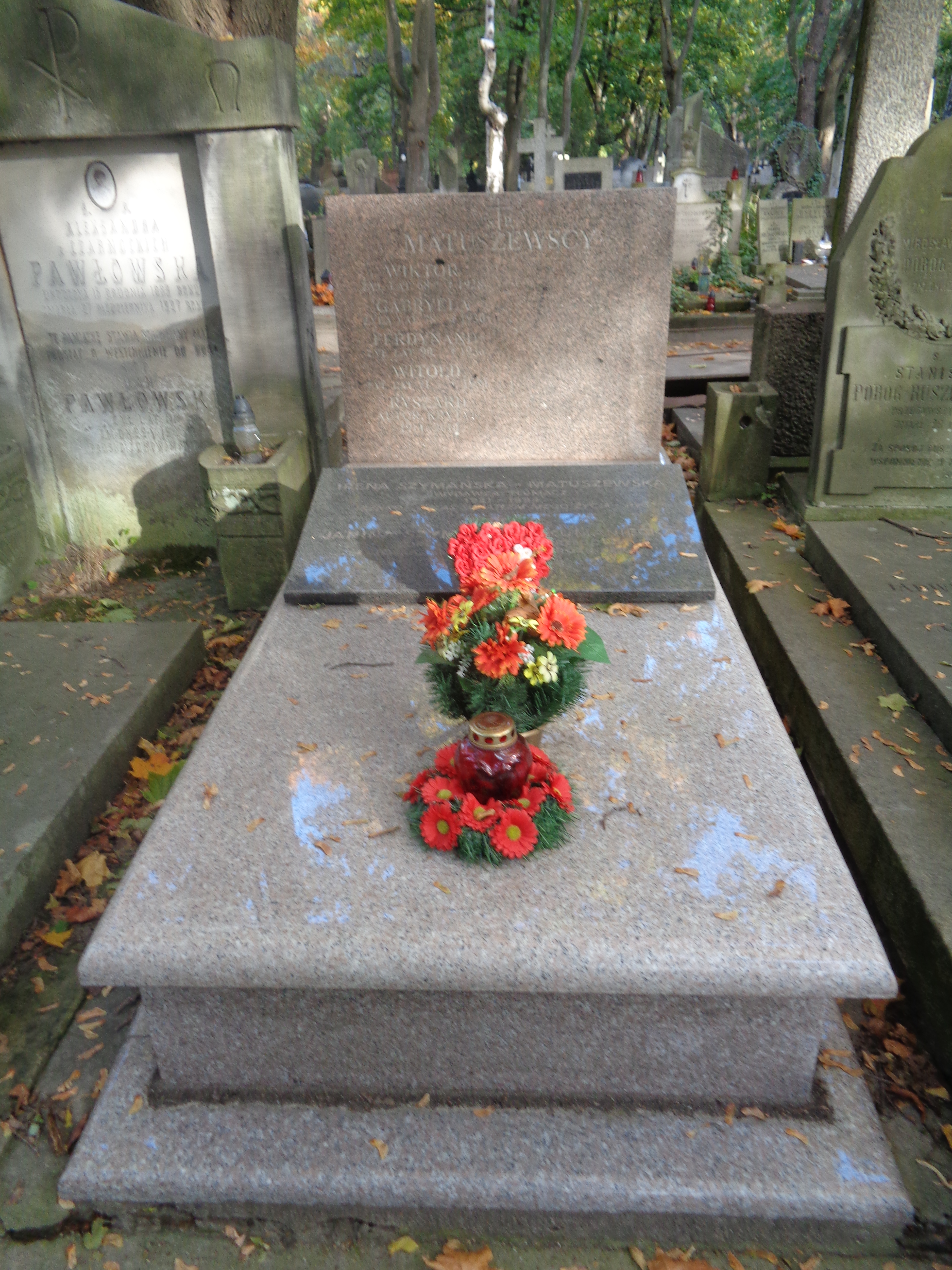
Grób Ryszarda Matuszewskiego oraz jego rodziny na cmentarzu Powązkowskim

- Nagroda Państwowa III stopnia za książkę Literatura na przełomie (1951)
- Nagroda „Życia Literackiego” za książkę Powroty i pożegnania (1987)
- Dyplom Honorowy i Medal Sprawiedliwych Wśród Narodów Świata (na wniosek Jana Nowaka-Jeziorańskiego; 11 maja 1993 r.)
- Krzyż Komandorski z Gwiazdą Orderu Odrodzenia Polski (2007)
- Medal 90-lecia Stowarzyszenia Autorów ZAiKS (2009)[4]